# Абзак (Жиронда)
Абзак (фр. Abzac) — коммуна во Франция в регионе Новая Аквитания, департамента Жиронда. Население по состоянию на 2009 год составляет 1 770 человек . Расположен 470 км к югу от Парижа и 45 км северо-восточнее от Бордо.